# Хохдорф (Плохинген)
Хохдорф (њем. Hochdorf) општина је у њемачкој савезној држави Баден-Виртемберг. Једно је од 44 општинска средишта округа Еслинген. Према процјени из 2010. у општини је живјело 4.696 становника. Посједује регионалну шифру (AGS) 8116027.

## Географски и демографски подаци
Хохдорф се налази у савезној држави Баден-Виртемберг у округу Еслинген. Општина се налази на надморској висини од 292 метра. Површина општине износи 7,8 km². У самом мјесту је, према процјени из 2010. године, живјело 4.696 становника. Просјечна густина становништва износи 606 становника/km².